# Орден Данилы Галицкого

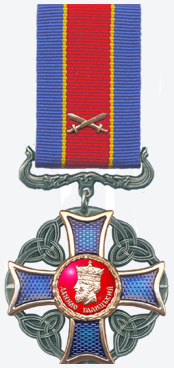
Орден Данилы Галицкого с мечами, для награждения военнослужащих

Орден Данилы Галицкого (укр. Орден Данила Галицького) — государственная награда Украины для награждения военнослужащих Вооружённых сил Украины и иных воинских формирований, созданных в соответствии с законами Украины, Государственной специальной службы транспорта, Государственной службы специальной связи и защиты информации Украины, а также государственных служащих за значительный личный вклад в развитие Украины, добросовестное и безупречное служение украинскому народу.

## История награды
- 20 февраля 2003 года Верховная Рада Украины приняла Закон Украины № 580-IV «Про внесение изменений в Закон Украины „О государственных наградах Украины“», которым была учреждена новая государственная награда Украины — орден Данилы Галицкого.

- 24 апреля 2003 года Распоряжением Президента Украины поручено Комиссии государственных наград и геральдики организовать в двухмесячный срок разработку проекта знака ордена Данилы Галицкого, с привлечением ведущих специалистов в области фалеристики и медальерики.

- 30 июля 2003 года Указом Президента Украины Л. Д. Кучмы № 769/2003 утверждены Устав и описание знака ордена.

- 22 августа 2003 года — первым кавалером ордена Данилы Галицкого в соответствии с Указом Президента Украины № 876 стал С. В. Червонопиский — председатель Государственного комитета Украины по делам ветеранов (знак ордена № 0001). Вторым награждённым орденом (первым — орденом с мечами на колодке) по Указу Президента Украины № 877 стал полковник милиции В. В. Маликов (знак ордена № 0009).

## Положение о награде
1. Орден Данилы Галицкого установлен для награждения военнослужащих Вооружённых Сил Украины и прочих воинских формирований, созданных согласно законам Украины, а также государственных служащих за значительный личный вклад в развитие Украины, добросовестное и безупречное служение Украинскому народу.
2. Награждение орденом Данилы Галицкого производится указом Президента Украины.
3. Орденом Данилы Галицкого могут быть награждены исключительно граждане Украины.
4. Награждение орденом Данилы Галицкого не производится вторично.
5. Награждение орденом Данилы Галицкого может быть произведено посмертно.
6. Награждённый орденом Данилы Галицкого именуется кавалером ордена Данилы Галицкого.
7. Девиз ордена Данилы Галицкого — «Родина и честь».
8. Порядок представления к награждению орденом Данилы Галицкого производится согласно пунктам 2 — 11 Порядка представления к награждению и вручению государственных наград Украины, утверждённого Указом Президента Украины от 19 февраля 2003 года ї 138.
9. Лицу, награждённому орденом Данилы Галицкого, вручается знак ордена и орденская книжка установленного образца.
10. Порядок вручения ордена Данилы Галицкого производится согласно пунктам 13 — 19 Порядка представления к награждению и вручению государственных наград Украины, утверждённого Указом Президента Украины от 19 февраля 2003 года ї 138.
11. Военнослужащие Вооружённых Сил Украины и других воинских формирований, созданных согласно законам Украины, награждённые орденом Данилы Галицкого, имеют на колодке знака ордена изображения двух скрещённых мечей.
12. Лица, награждённые орденом Данилы Галицкого, должны заботливо относиться к сохранности знака ордена и орденской книжки. В случае потери (порчи) знака ордена и орденской книжки награждённому могут быть выданы их дубликаты, если Комиссией государственных наград и геральдики при Президенте Украины будет установлено, что потеря знака ордена и орденской книжки произошла вследствие стихийного бедствия, боевых действий или по другим причинам, которые не зависят от награждённого.
13. После смерти награждённого орденом Данилы Галицкого, при наличии наследников, знак ордена и орденская книжка остаются в семье умершего как память.
14. С согласия наследников знак ордена Данилы Галицкого и орденская книжка могут быть переданы на временное или постоянное хранения музеям. Знак ордена Данилы Галицкого и орденская книжка передаются музеям на основании решения Комиссии государственных наград и геральдики при Президенте Украины при наличии соответствующего ходатайства музейного заведения.
15. В случае отсутствия у умершего, награждённого орденом Данилы Галицкого, наследников знак ордена и орденская книжка должны быть переданы на хранение Комиссии государственных наград и геральдики при Президенте Украины.

## Описание
Знак ордена Данилы Галицкого изготовляется из серебра и имеет форму равностороннего креста с расширенными сторонами, края которых вогнуты внутрь. Стороны креста покрыты синей эмалью. В центре креста — круглый эмалевый медальон светло-красного цвета, с позолоченным изображением профиля Данилы Галицкого и надписью в нижней части «Данила Галицкий». Пружок медальона в форме лаврового венка. Крест по периметру обрамлен стилизованным древнерусским орнаментом. Пружки креста и медальона позолоченные. Все изображения рельефные.
Обратная сторона ордена плоская с выгравированным номером знака и словами «Родина и честь».
Размер знака — 45 мм.
Знак ордена с помощью кольца с ушком соединяется с прямоугольной колодкой, обтянутой лентой. Нижняя часть колодки фигурная, рельефная. Размер колодки: высота — 45 мм, ширина — 28 мм. На обратной стороне колодки размещена булавка для прикрепления знака ордена к одежде.
В нижней части колодки знака ордена, которым награждаются военнослужащие, помещено изображение двух позолоченных скрещённых мечей.
Лента ордена Данилы Галицкого шёлковая муаровая светло-красного цвета с продольными полосами: узкими жёлтыми посередине и широкими синими по сторонам. Ширина светло-красной полоски — 12 мм, жёлтых — по 1 мм, синих — по 7 мм каждая.
Планка ордена Данилы Галицкого представляет собой прямоугольную металлическую пластинку, обтянутую лентой. Размер планки: высота — 12 мм, ширина — 24 мм.

## Порядок ношения
Орден Данилы Галицкого носится на левой стороне груди после ордена княгини Ольги І, ІІ, ІІІ степени.